# Wicked Pictures
Wicked Pictures är ett amerikanskt filmbolag som producerar pornografiska filmer. Bolaget grundades 1993 i Canoga Park i Kalifornien, där man fortfarande har sitt huvudkontor. Jenna Jameson och Jessica Drake är två av de mer kända skådespelarna med stora delar av sina karriärer hos Wicked.
Bolaget var mellan 2004 och 2020 ett av de få bolag som höll fast vid obligatorisk kondomanvändning i sina produktioner. Man släppte dock på detta krav, sedan man 2021 köpts upp av kanadensiska Gamma Entertainment (bland annat ansvariga för betalportalen Adult Time och med Bree Mills som en av filmregissörerna och produktutvecklarna). Inom branschen är obligatorisk och flitig testning mot könssjukdomar ett alternativt sätt att undvika spridning av infektioner, en praxis som dock inte kan upptäcka all smitta.